# Henry Lowther (3e comte de Lonsdale)
Henry Lowther, 3e comte de Lonsdale (27 mars 1818 - 15 août 1876) est un noble britannique et un homme politique conservateur.

## Biographie

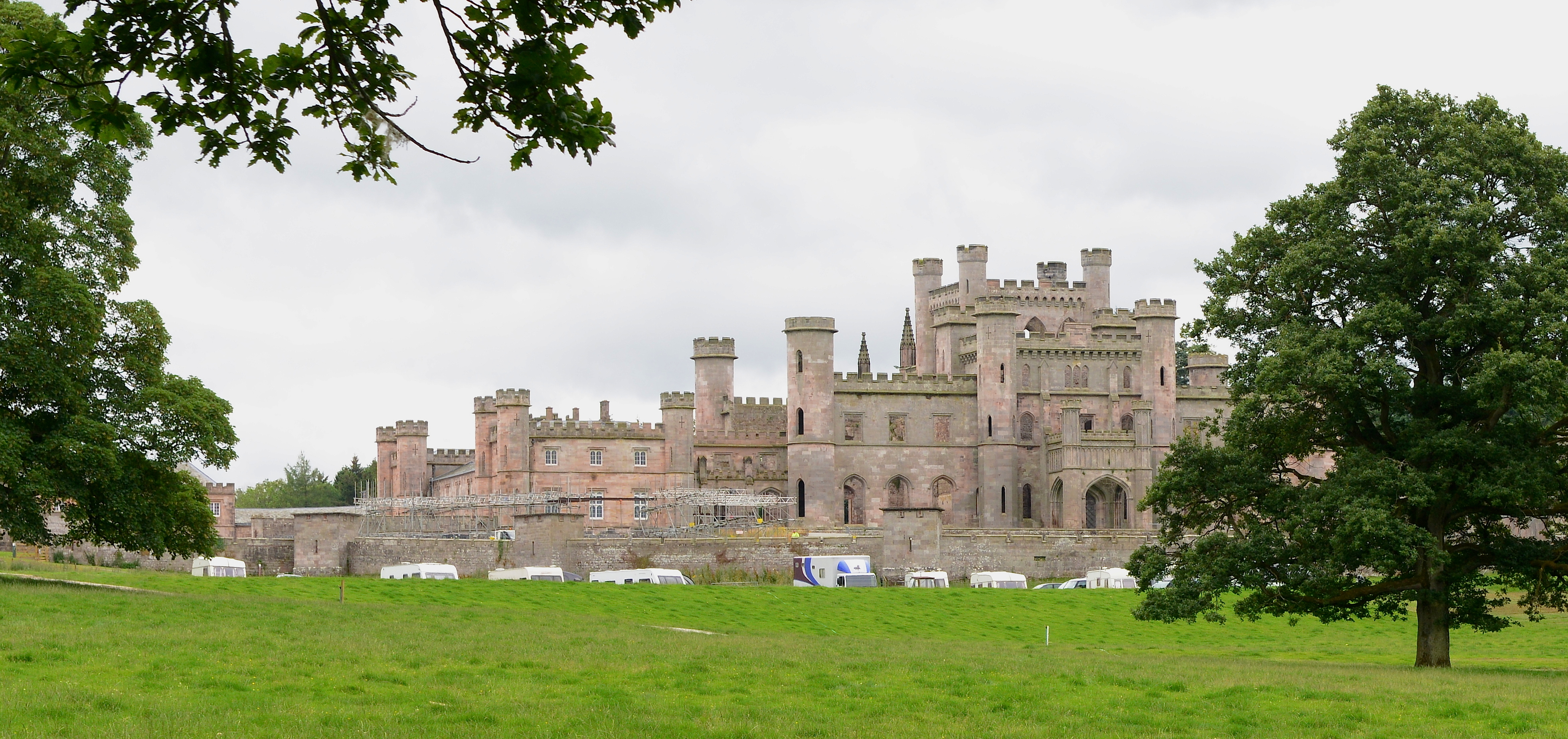
Lowther Castle - siège des comtes de Lonsdale

Il est le fils aîné d'Henry Lowther (homme politique) et de Lucy Sherard. Son grand-père paternel est William Lowther (1er comte de Lonsdale) et son grand-père maternel est Philip Sherard, 5e comte de Harborough.
Il fait ses études à la Westminster School et au Trinity College de Cambridge et, en 1841, il rejoint le 1st Life Guards.
De 1847 jusqu'à son élévation à la pairie et son entrée à la Chambre des lords en 1872, il est député de West Cumberland. Il succède à Edward Stanley et Samuel Irton. Au Parlement, il sert aux côtés d'Edward Stanley (de 1847 à 1852), de Samuel Irton (de 1852 à 1857), d'Henry Wyndham (de 1857 à 1860) et de Percy Scawen Wyndham (de 1860 à 1872). Percy Scawen Wyndham et Josslyn Pennington succèdent à Lord Lonsdale.
En 1868, il succède à son oncle William dans ses postes de Lord lieutenant et en 1872 en tant que comte de Lonsdale. En 1870, il devient le maître de la chasse au Cottesmore.

## Vie privée
Le 31 juillet 1852, il épouse Emily Susan Caulfeild, fille de St George Caulfield du château de Donoman à Roscommon, en Irlande. Ils ont six enfants:
- Sibyl Emily Lowther (décédée le 11 juin 1932), qui épouse le major général George Williams Knox le 30 avril 1886
- St George Lowther (4e comte de Lonsdale) (1855–1882)
- Hugh Cecil Lowther, 5e comte de Lonsdale (1857-1944)
- Charles Edwin Lowther (11 juillet 1859 - 2 avril 1888), qui épouse Kate Fink le 12 juin 1878
- Verena Maud Lowther (6 avril 1865 - 25 décembre 1938), qui épouse Victor Spencer (1er vicomte Churchill) le 1er janvier 1887, divorcée en 1927
- Lancelot Lowther (6e comte de Lonsdale) (1867-1953)

Lord Lonsdale décède des suites d'une pneumonie le 15 août 1876 à l'âge de 58 ans. Son fils aîné, St George Henry Lowther, lui succède et devint le 4e comte de Lonsdale à 23 ans.